# Етон (міфологія)

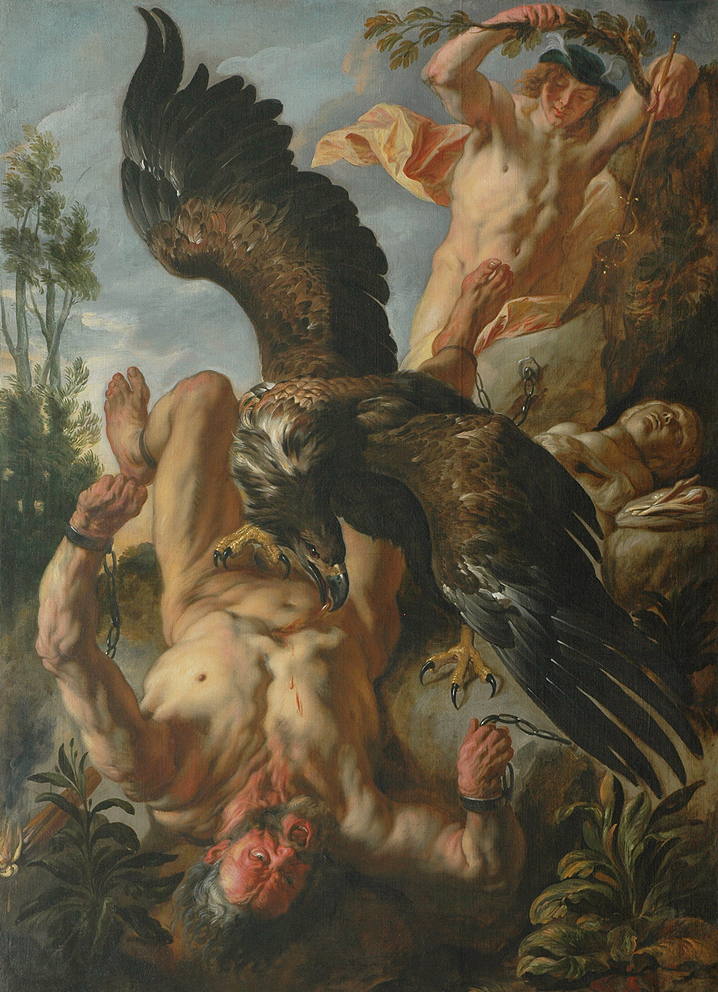
Якоб Йорданс. Прометей (1640)

Давньогрецьке слово αἴθων перекладається як «палаючий» або «сяючий». Також епітети типу «палаючий» часто використовувались для червоно-бурих та рудих тварин, особливо коней. Англійською мовою слово αἴθων може бути написане як Aethon, Aithon або Ethon.
У грецькій та римській міфологіях є ряд істот, відомих як Етон. Більшість з них є конями, господарями яких виступають:
- Геліос[3];
- Арес[4];
- Гектор[5];
- Паллант[6];
- Аїд (за Клавдіаном).

Також Етоном звали одну з собак Актеона, яка пожирала свого господаря, коли Артеміда перетворила його на оленя.

## Орел Етон
Етон або Кавказький орел (Αετος Καυκασιος) було ім'ям жахливого орла, який мучив Прометея, коли боги прикували його до Кавказької скелі. Як покарання за допомогу людству орел Етон щодня дзьобав та їв печінку титана, проте цей орган щоразу виростав за ніч, щоб катування тривало вічність. Етон мурдував титана протягом 30 000 років. Це він робив за наказом богів, тому деякі письменники згадували Етона як крилату собаку Зевса.
Цей гігантський орел був сином Тифона та Єхидни, а також багатьох монстрів, які фігурували в міфічній казці. Однак є згадки і про те, що він був сином Тартара та Геї. Третя версія його походження говорить про те, що це створена Гефестом істота.
Коли Геракл прибув на Кавказ, щоб звільнити Прометея, він вбив орла пострілом стріли. Після цього Етон, Прометей і стріла піднялися в небо, утворюючи сузір’я Орла, Коліна і Стріли. Ймовірно, Зевс добровільно погодився на смерть Етона, щоб Геркулес здобув славу.

## Люди на ім’я Етон
В Одіссеї це псевдонім замаскованого Одіссея під час розмови з Пенелопою після повернення на Ітаку.
Також Ерісіхтон був відомий як Етон через «гарячий» голод (aithôn limimos), який він змусив пережити Деметру.
Батько Тантала був названий Етоном за кількома версіями.